# 包氏父子
《包氏父子》（英語：Bao shi fu zi）是中国在1983年拍摄的电影，由謝鐵驪执导，管宗祥等人出演，该作主要讲述了一个父亲想用各种方式来筹钱让孩子上学从而功成名就，可孩子却因为贪恋贵族人的生活而一切成为了泡影的故事。该作根据張天翼同名小说改编。该作在丽江古城拍摄。

## 剧情介绍
丧妻的老包在秦府当差三十年，唯一希望的是让从小就聪明的儿子，通过学习来让他功成名就，虽说他用了很多方式来让儿子去学校，但是其儿子却因为接近了贵族名门而逐渐变得好吃懒做，从而被退学。

## 演员
- 管宗祥
- 刘昌伟
- 蔡国庆
- 葛存壮
- 黄素影
- 龚莹
- 刘钊
- 王云霞
- 周森冠
- 宝珣
- 段炼

## 职员
- 制片人：王学朴
- 音乐：王酩
- 摄影：黄心一
- 剪辑：朱小勤
- 美术：穆朝元 、郝广良
- 副导演：李少红、夏钢 、杜民
- 音效：孙凯